# محوطه و قلعه کلک
محوطه و قلعه کلک مربوط به سده‌های میانه دوران پس از اسلام است و در شهرستان مهران، بخش صالح آباد، روستای کلک واقع شده و این اثر در تاریخ ۱۴ مرداد ۱۳۸۲ با شمارهٔ ثبت ۹۵۲۱ به‌عنوان یکی از آثار ملی ایران به ثبت رسیده‌است.